# Balkanligan i ishockey
Balkanligan i ishockey var en internationell ishockeyliga, som existerade mellan 1994 och 1997. Lagen kom från Bulgarien, Jugoslavien och Rumänien.

## Mästare
| Säsong    | Mästare                                   |
| 1994/1995 | HK Partizan, Jugoslavien                  |
| 1995/1996 | CSA Steaua Bucuresti, Rumänien            |
| 1996/1997 | CS Sportul Studenţesc Bucharest, Rumänien |

### Fotnoter
1. ↑  1994-95 season Arkiverad 23 oktober 2013 hämtat från the Wayback Machine. on passionhockey.com
2. ↑  1995-96 season Arkiverad 29 september 2013 hämtat från the Wayback Machine. on passionhockey.com
3. ↑  1996-97 season Arkiverad 29 september 2013 hämtat från the Wayback Machine. on passionhockey.com